# William L. Armstrong

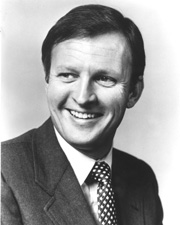
William L. Armstrong

William Lester Armstrong (* 16. März 1937 in Fremont, Nebraska; † 5. Juli 2016 in Denver, Colorado) war ein US-amerikanischer Geschäftsmann und Politiker, der den Bundesstaat Colorado in beiden Kammern des Kongresses vertrat.
Armstrong studierte an der Tulane University und der University of Minnesota. Von 1957 bis 1963 diente er in der United States Army National Guard. Danach gehörte er von 1963 bis 1964 dem Repräsentantenhaus von Colorado sowie von 1965 bis 1972 dem Senat von Colorado an. Beruflich war er im Bankgewerbe tätig; außerdem leitete er zeitweise einen Radiosender im Aurora.
1972 wurde Armstrong als Republikaner in das Repräsentantenhaus der Vereinigten Staaten gewählt und war vom 3. Januar 1973 bis zum 3. Januar 1979 dort als Abgeordneter tätig. Nach seinem Wahlsieg über den demokratischen Amtsinhaber Floyd K. Haskell wechselte er in den US-Senat, dem er vom 3. Januar 1979 bis zum 3. Januar 1991 angehörte. Während dieser Zeit stand er unter anderem dem Republican Policy Committee vor. Im Jahr 1990 trat er nicht mehr zur Wiederwahl an.